# یواس‌اس ال‌اس‌تی-۳۱
یواس‌اس ال‌اس‌تی-۳۱ (به انگلیسی: USS LST-31) یک کشتی بود که طول آن ۳۲۸ فوت (۱۰۰ متر) بود. این کشتی در سال ۱۹۴۳ ساخته شد.